# Captain Sensible
Captain Sensible (nascido Raymond Burns em 24 de abril de 1954) é um cantor, compositor e guitarrista inglês.
Captain Sensible co-fundou a banda de punk rock The Damned, originalmente tocando baixo antes de mudar para a guitarra.

## Álbuns de estúdio
- Women and Captains First (1982)
- The Power of Love (1984)
- Revolution Now (1989)
- The Universe of Geoffrey Brown (1993)
- Live at the Milky Way (1994)
- Meathead (1995)
- Mad Cows and Englishmen (1997)